# فيضة أم ديسم
فيضة أم ديسم هي فيضة بقضاء السلمان بمحافظة المثنى، مساحتها كيلومتران و68 متراً مربعاً.